# 코밀라

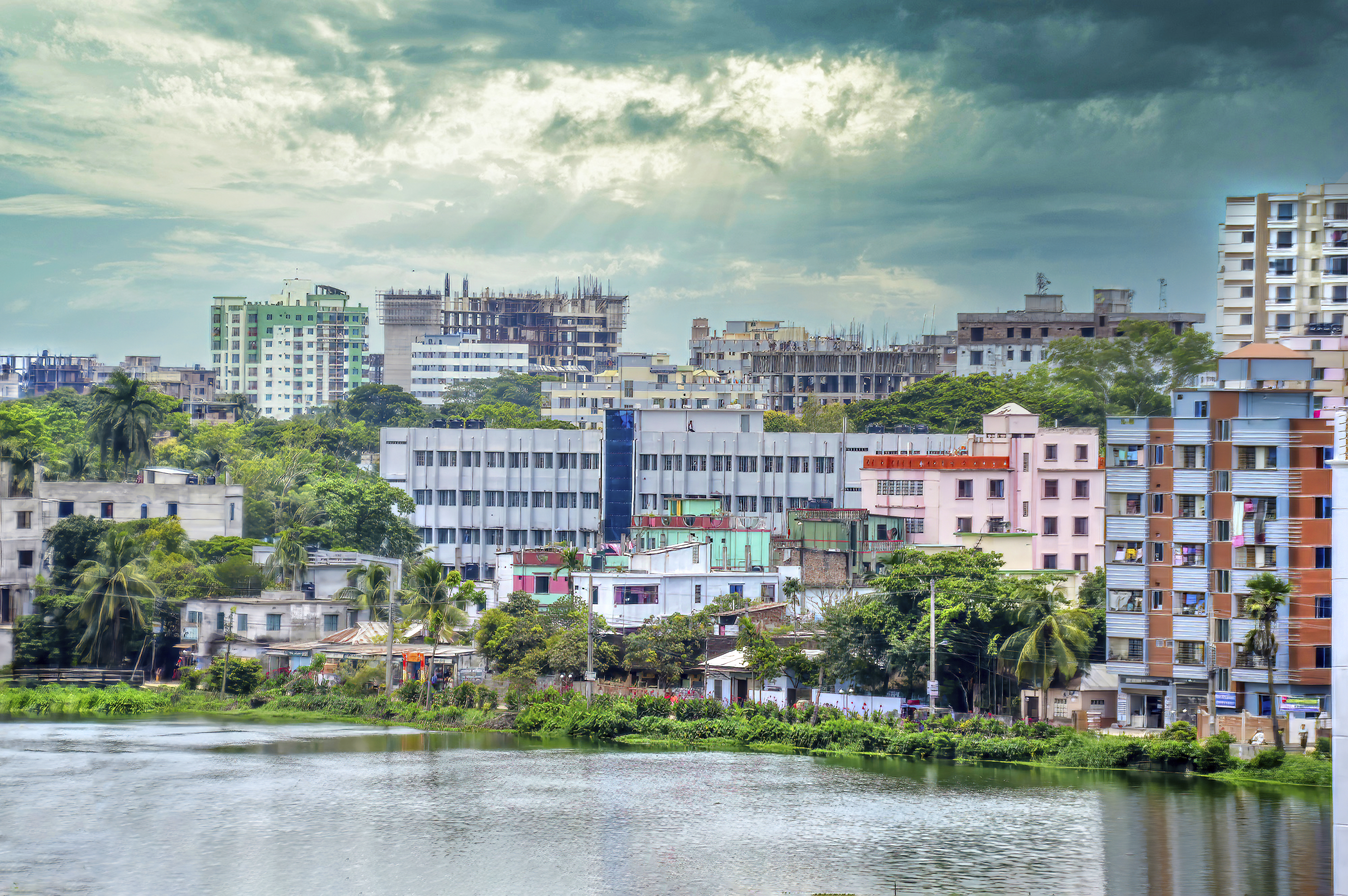
코밀라

코밀라(벵골어: কুমিল্লা)는 쿠밀라라고도 불리며, 방글라데시 남동부 끝에 있는 곰티강에 있는 대도시로, 코밀라구의 주도이다. 또한 코밀라는 한때 에푸라 왕국의 수도였다. 코밀라 공항은 코밀라 시의 둘리파라 지역에 위치해 있다. 코밀라 경제 구역 EPZ와 함께 다양한 산업 공장들이 공항에 올라오면서 공항 지역은 비즈니스와 상업 도시가 되었다. 코밀라 시는 더 다양한 업무 영역에서 코밀라로 오는 주변 지역들이 있는 분할 중심의 도시 지역이다. 게다가 비비 바자르 육지 항구는 코밀라 시에서 5km 떨어진 곳에 있다. 코밀라 도시 지방의 면적은 53.04km2이므로 본 도시의 주변 지역은 도시 지방의 관할에 속한다. 시공사 밖에 있는 도시 지역은 인구 6라크의 교외 지역으로 간주된다.

## 역사

### 고대 시대

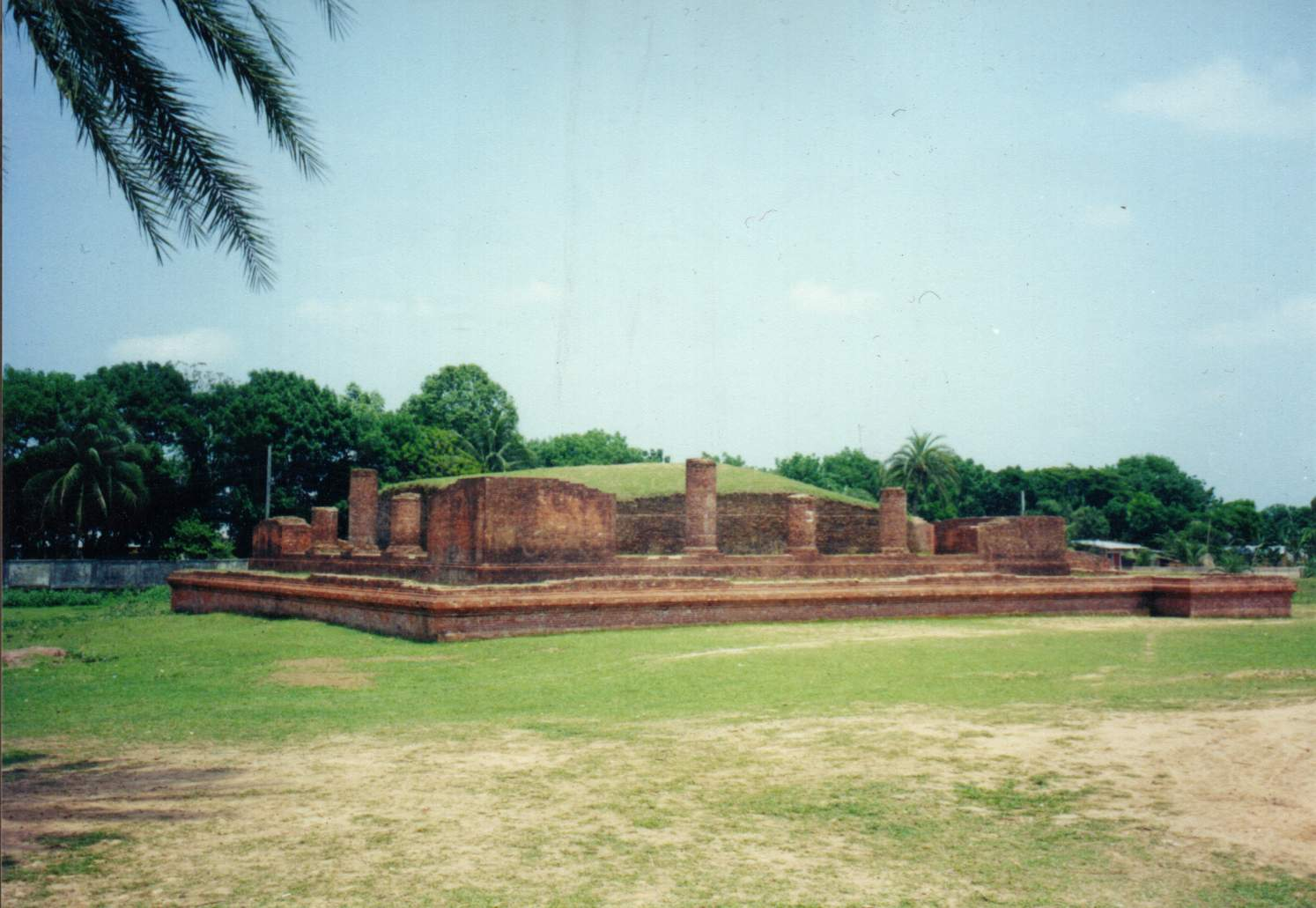
샬라반 비하르는 코밀라 시대의 증거이다.

코밀라 지역은 한때 고대 사마타타의 지배하에 있었고 트리푸라주와 합쳐졌다. 이 지역은 서기 9세기에 하리켈라 왕들의 통치하에 들어갔다. 랄마이 마이나마티는 데바 왕조(서기 8세기)의 지배를 받았고, 10세기와 11세기 중반에 통치되었다. 1732년에는 벵골의 지원을 받는 자갓 마니키아의 중심지가 되었다.
원래 샴셔 가지의 주도로 형성된 1764년 트리푸라 왕에 반대하는 농민 운동은 코밀라에서 주목할 만한 역사적 사건이다. 1765년 영국 동인도 회사의 지배를 받았다. 이 구는 1790년에 트리푸라구로 설립되었다. 1960년에 코밀라로 개칭되었다. 1984년에 찬드푸르구와 브라만바리아구가 신설되었다.

### 영국 시대

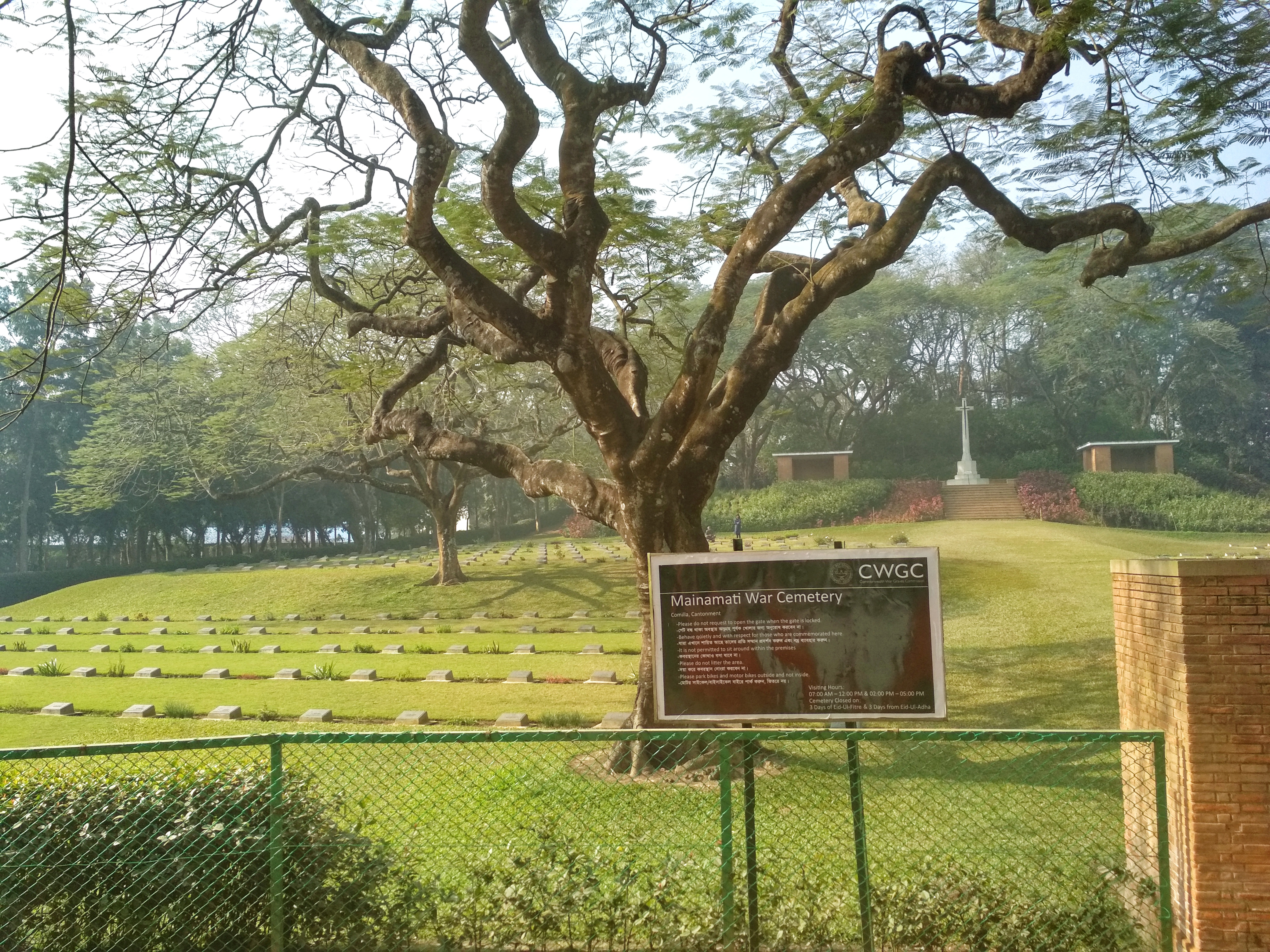
마이나마티에 있는 제2차 세계 대전 묘지

1905년 벵골 분할 당시 코밀라에서 이슬람교도가 총에 맞았을 때 코밀라에 대한 공동체적 긴장이 확산되었다. 1921년 11월 21일, 카지 나즈룰 이슬람은 웨일스 공의 인도 방문에 항의하여 애국적인 노래를 작곡하고 마을 사람들을 일깨우려고 했다. 이 시기 동안, 혁명 기관으로서 아바이 아슈람은 중요한 역할을 했다. 시인 라빈드라나트 타고르와 마하트마 간디는 당시 코밀라를 방문했다. 1931년, 쇼다그램 우파질라의 모히니 마을에서 약 4000명의 농민들이 토지세에 반대하는 반란을 일으켰다. 영국 구르카 병사들이 군중을 향해 무차별 총격을 가해 4명이 사망했다. 1932년에는 경찰이 라크삼 우파질라의 하스타바드를 향해 총격을 가했다. 2명이 사망하고 많은 사람들이 부상을 입었다. 도시의 코밀라 빅토리아 관립 대학교는 빅토리아 여왕을 기념하여 이름이 지어졌다. 맥락의 주요 의미는 코밀라 사람들이 항상 좋은 관계를 유지하고 다른 사람들과 조화를 이루었다는 것이다.

### 제2차 세계 대전
코밀라 캉통먼트는 동벵골에서 가장 오래된 군사 기지이자 중요한 군사 기지이다. 그것은 제2차 세계 대전 동안 영국령 인도 육군에 의해 널리 사용되었다. 이곳은 영국 제14군의 본부였다. 코밀라에는 주로 영연방 국가와 미국에서 온 1, 2차 세계 대전 중에 사망한 연합군 병사들을 추모하기 위해 제2차 세계 대전 후에 설립된 전쟁 묘지인 마이나마티 전쟁 묘지가 있다. 제2차 세계 대전 때의 일본군들도 이곳에 많이 묻혀 있다.

### 방글라데시 독립 전쟁

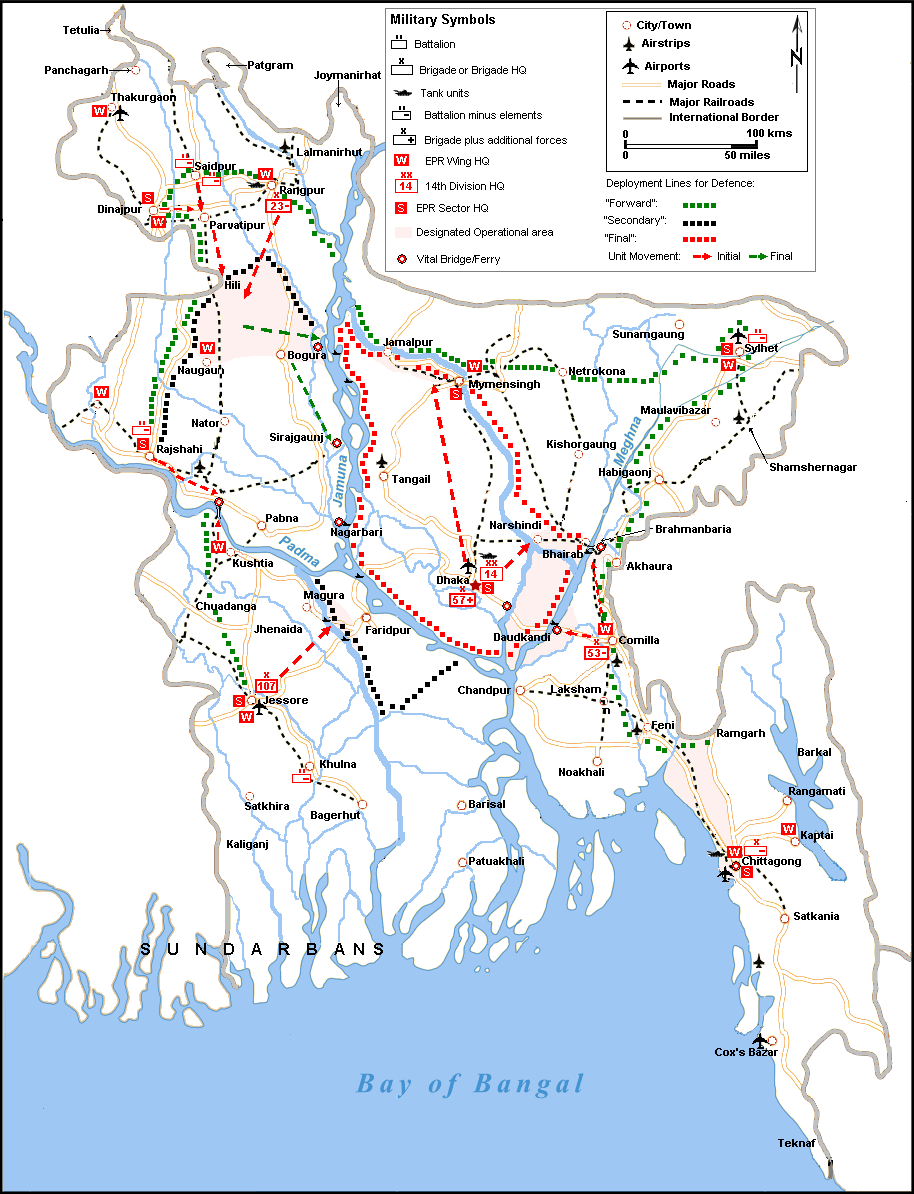
파키스탄 동부 사령부는 1967년부터 1971년까지 동파키스탄을 방어할 계획을 세웠다.

방글라데시의 독립을 위한 전쟁 동안, 파키스탄 육군이 11월 중순에 39 특별 사단을 창설했을 때, 그 지역에 배치된 14 사단 부대는 코밀라구와 노아칼리구를 고수하기 위해, 14 사단은 실레트와 브라만바리아 지역만을 방어하는 임무를 맡았다. 1971년 12월 16일 파키스탄 육군 93,000명이 연합국에 무조건 항복했다. 이 날과 행사는 방글라데시의 승리의 날로 기념되었다.

## 관심 지점
코밀라에는 많은 관광 명소가 있다. 이 지역에서 발견된 다양한 고고학 유물들, 특히 7~8세기의 유물들이 현재 마이나마티 박물관에 보존되어 있다. 코밀라에는 제2차 세계 대전 당시의 묘지가 있는데, 이 묘지는 영연방 전쟁 무덤 위원회에 의해 보호되고 유지되고 있다.

## 인구
2011년 기준으로 인구는 339,133명이며, 이 중 177,300명은 남성, 161,833명은 여성이다.
이슬람교도는 인구의 91% 이상이며 힌두교도는 8% 이상을 차지한다.

## 교통

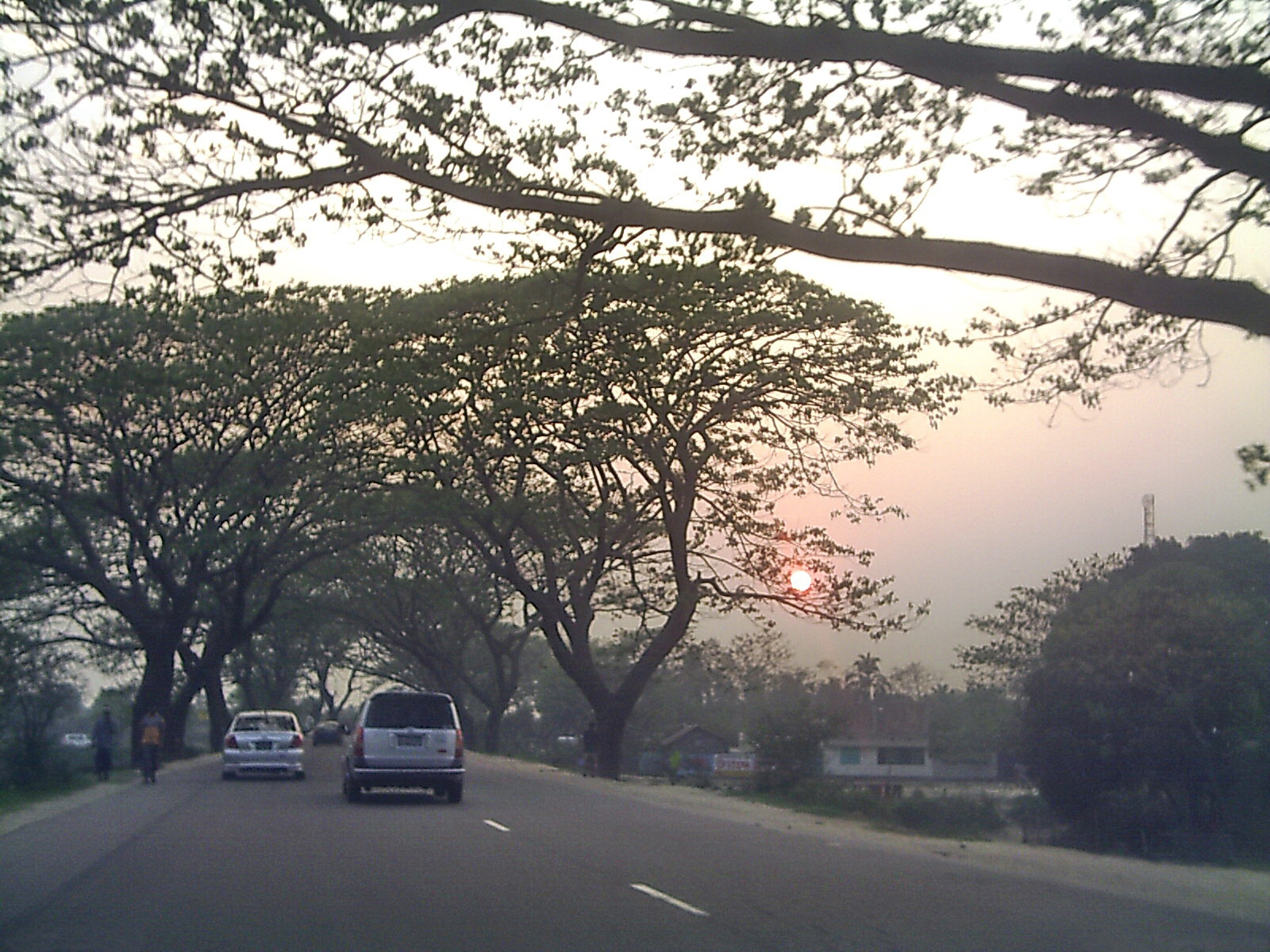
다카-코밀라 고속도로의 일몰

### 고속도로
인도 아대륙의 가장 오래된 고속도로 중 하나인 '그랜드 트렁크 로드'가 도시를 통과한다. 다카-치타공 고속도로는 도시를 캉통에서 포두아르 바자르를 거쳐 슈아지로 우회한다.

### 철도
코밀라는 라크샴 분기점과 아크하우라 철도 분기점 근처에 있다. 다카, 치타공, 브라만바리아, 실렛까지 철도 연결이 가능하다.

## 교육
중등 및 고등 중등 교육 위원회는 코밀라와 인근 5개 지역에서 공개 시험을 개최하는 책임이 있다.